# 10366 Shozosato
10366 Shozosato è un asteroide della fascia principale. Scoperto nel 1994, presenta un'orbita caratterizzata da un semiasse maggiore pari a 2,2417765 UA e da un'eccentricità di 0,1470585, inclinata di 4,17261° rispetto all'eclittica.